# ビラスサー・ダ・マール
ビラスサー・ダ・マール (カタルーニャ語：Vilassar de Mar) はスペイン、カタルーニャ州、バルセロナ県のムニシピオ (基礎自治体)。マタローから5km、バルセロナから24kmの位置にある。
市名は1980年代までサン・フアン・デ・ビラサール (San Juan de Vilasar) と呼ばれていたが、その後カタルーニャ語による『ビラスサー・ダ・マール』が正式名称となった。なお、スペイン語ではビラサール・デ・マール (西：Vilasar de Mar) と表記される。

## 概要
ビラスサー・ダ・マールの歴史は14世紀末にさかのぼる。ビラスサー城の領主の庇護により漁村として栄え、海賊の来襲に備えて3つの家が2つの防衛塔を建て、ビラスサー城とサン＝ジェニス、サン＝クリスト・デ・カブリル近郊を加えた合計8つの塔による自治を始めた。そのうち19世紀に建てられた3つの塔は現在の市の紋章に描かれている。また、過去には大規模な移民が発生しており、現在姉妹都市となっているダイミエル (es) や、シウダー・レアル県もそうして生まれた自治体である。

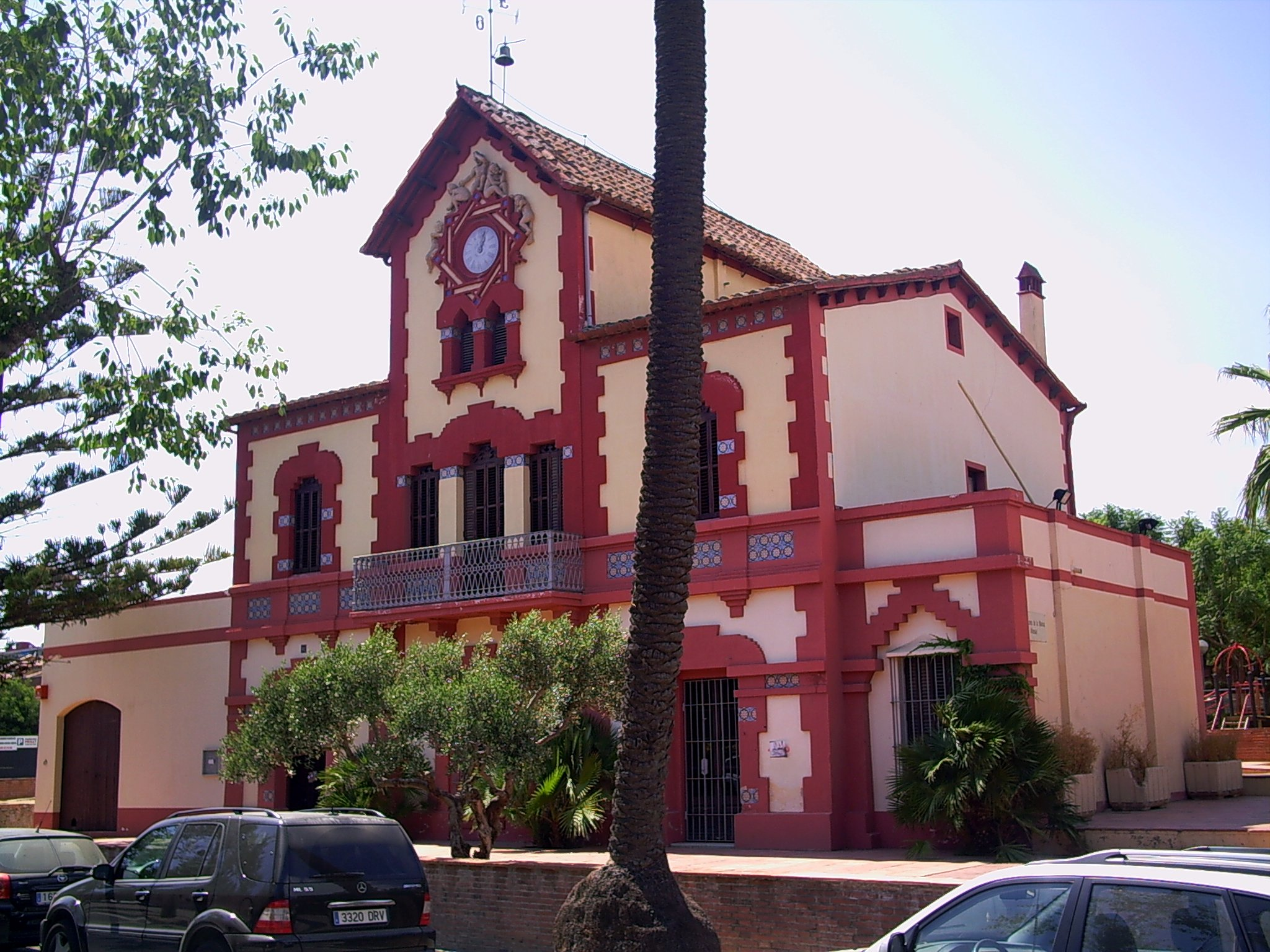
マリーナ博物館 (1902年竣工)

先に述べたように古くから海運・漁業関係者の育成に力を入れており、多くの民がアメリカ、キューバまで漁に出かけ、富を得た者は非常に特徴的な家を建てた。園芸も盛んで、とくにバラ栽培で知られている。 文化施設にはモンジョ博物館 (Museu Enric Monjo)、マリーナ博物館 (ca)、ミナ・ベラ博物館 (ca)などがあるが、自然公園の Parc de les Aus は絶滅危惧種 (Espècie amenaçada) の野鳥の生息地であることを理由とするカタルーニャ最高裁判所の命令を受けて2005年に閉園した。
著名な行事には "El Firobi" と呼ばれる人形祭りと、通りが花卉で飾られる花祭り "Mar de Flors" がある。

## 行政
最初の市庁舎は1785年に建てられた。現在の市長は2015年6月13日に選出されたカタルーニャ共和主義左翼の Damià del Clot i Trias である。
| 政党                         | 2019年のスペインの地方選挙 | 2019年のスペインの地方選挙 | 2019年のスペインの地方選挙 |
| 政党                         | %                          | 議員数                     |                            |
| カタルーニャ共和主義左翼     | 37,96                      | 9                          |                            |
| ジュンツ・パル・カタルーニャ | 15,81                      | 4                          |                            |
| 人民統一候補                 | 14,01                      | 3                          |                            |
| カタルーニャ社会党           | 12,70                      | 3                          |                            |
| シウダダノス                 | 9,62                       | 2                          |                            |

## 文化施設
博物館
- マリーナ博物館 (Museu de la Marina) - 当地の歴史や、漁具・航具を中心に展示している。1999年に発見されたビラスサーのローマの墓地に関する展示もある。
- モンジョ博物館 (Museu Enric Monjo) - 当地出身の彫刻家、エンリック・モンジョ・イ・ガリガ (Enric Monjo i Garriga) のコレクションがある。
- ミナ・ベラ博物館 (Museu de la Mina Vella) - 19世紀の油圧工場と水道会社ミナ・ベラに関する展示がある。

学校
- La presentació de la mare de déu - 修道女によって運営される最古の学校
- Vaixell Burriac
- Pérez Sala
- Escola del Mar (ca) - 建築も国際的に評価されている
- Els Alocs

教育研究機関
- INS Vilatzara - 中等教育研究
- INS Pere Ribot - 高等教育研究

## 出身著名人
- ダビド・ベレンゲル - サッカー選手
- ミゲル・ロブステ - サッカー選手
- ルビ (サッカー選手)